# アル・ライズ
アル・ライズ（Al Ries、1926年11月26日 - 2022年10月7日）は、アメリカ合衆国のマーケティング戦略家。

## 生涯
インディアナ州インディアナポリスに生まれ、1950年にデポー大学を卒業。ジャック・トラウトと共に、「アドバタイジング・エイジ」誌に連載した「ポジショニング時代の到来」で注目され、現代マーケティングの第一人者として知られるようになった。
1994年、娘のローラ・ライズと共にコンサルティング会社Ries&Riesを設立した。

## 主な著書
- 『マーケティング22の法則 売れるもマーケ当たるもマーケ』 東急エージェンシー出版部 1994
- 『ブランディング22の法則』東急エージェンシー出版部 1999
- 『ブランドは広告でつくれない 広告vsPR』 翔泳社 2003
- 『マーケティング戦争 全米No.1マーケターが教える、勝つための4つの戦術』 翔泳社 2007
- 『フォーカス! 利益を出しつづける会社にする究極の方法』 海と月社 2007
- 『勝ち馬に乗る!』 阪急コミュニケーションズ 2007
- 『ポジショニング戦略』 海と月社 2008
- 『実戦ボトムアップ・マーケティング戦略』 日本能率協会マネジメントセンター 2011